# Viscount Goderich
Viscount Goderich war ein erblicher britischer Adelstitel, der je einmal in der Peerage of England und einmal in der Peerage of the United Kingdom geschaffen wurde.

## Verleihungen und weitere Titel
Erstmals wurde der Titel am 14. November 1706 in der Peerage of England für Henry Grey, 12. Earl of Kent, geschaffen, zusammen mit den übergeordneten Titeln Marquess of Kent und Earl of Harold. 1702 hatte er von seinem Vater den Titel 12. Earl of Kent geerbt, der 1465 in der Peerage of England für seinen Vorfahren Edmund Grey geschaffen worden war, außerdem ebenfalls 1702 von seiner Mutter den Titel 2. Baron Lucas, der 1663 in der Peerage of England für diese geschaffen worden war. 1710 bzw. 1740 wurde ihm zudem in der Peerage of Great Britain der Titel Duke of Kent bzw. Marquess Grey verliehen. Als er im Juni 1740 starb, waren seine Söhne bereits ohne Nachkommen gestorben. So erloschen alle seine Titel, mit Ausnahme des Marquessates Grey und der Baronie Lucas, die an seine Enkelin Jemima übergingen.
In zweiter Verleihung wurde der Titel am 28. April 1827 in der Peerage of United Kingdom für Frederick Robinson geschaffen, anlässlich seiner Ernennung zum Kriegs- und Kolonialminister. Vom 31. August 1827 bis 21. Januar 1828 war er britischer Premierminister. Am 28. Januar 1859 wurde er zudem zum Earl of Ripon erhoben. Am 23. Juni 1871 wurde sein Sohn, der 2. Earl, zudem zum Marquess of Ripon erhoben, der 1859 zudem die Titel 3. Earl de Grey und 4. Baron Grantham geerbt hatte. Dieser war 1880 bis 1884 Vizekönig von Indien. Beim Tod seines Sohnes, des 2. Marquess, 1923 erloschen alle genannten Titel.

## Liste der Viscounts Goderich

### Viscounts Goderich, erste Verleihung (1706)
- Henry Grey, 1. Duke of Kent, 1. Viscount Goderich (1671–1740)

### Viscounts Goderich, zweite Verleihung (1827)
- Frederick Robinson, 1. Earl of Ripon, 1. Viscount Goderich (1782–1859)
- George Robinson, 1. Marquess of Ripon, 2. Earl of Ripon, 2. Viscount Goderich (1827–1909)
- Frederick Robinson, 2. Marquess of Ripon, 3. Earl of Ripon, 3. Viscount Goderich (1852–1923)